# Confrontos étnicos entre afares e somalis na Etiópia
Os confrontos étnicos entre afares e somalis ocorrem devido às disputas territoriais entre comunidades afares e somalis na Etiópia.
Esses confrontos afares-somalis tem como causa os conflitos territoriais entre a Região Afar e a Região Somali da Etiópia.

## Antecedentes
Em 2014, o governo federal, liderado pela Frente Democrática Revolucionária do Povo Etíope, redesenhou os limites entre as duas regiões. Como resultado, a Região Somali perdeu três aldeias para a Região de Afar. Desde então, vêm tentando colocar as aldeias de volta sob seu controle. 

## Situação
O conflito atual está centrado em torno de três kebeles especiais habitados por somalis étnicos do clã Issa. Estes três kebeles especiais incluem o Adaytu no woreda de Mille, Undufo no woreda de Gewane e Gedamaytu de woreda de Amibara.  De acordo com o Crisis Group, desde o início dos conflitos entre os grupos, dezenas de pessoas foram mortas. Em outubro de 2020, 27 pessoas foram mortas. Em 2 de abril de 2021, 100 pastores de gado foram supostamente mortos a tiros.
Em 24 de julho de 2021, eclodiram confrontos na cidade de Garbaiisa; esses confrontos, que provocaram a morte de 300 pessoas, foram seguidos por protestos massivos na Região Somali, com bloqueios sendo colocados na única estrada de saída do assentamento e a destruição parcial da linha férrea que vai para o Djibouti, por onde passa 95% do comércio marítimo da Etiópia. 